# Svenska Scoutrådet
Svenska Scoutrådet (SSR) var mellan 1968 och 2013 paraplyorganisationen för de fem scoutförbunden i Sverige. Under 2013 pågick arbetet med att avveckla organisationen till förmån för scoutrörelsens nya riksorganisation Scouterna. Svenska Scoutrådet (SSR) fanns fortfarande formellt kvar under avvecklingsperioden. Genom Svenska Scoutrådet samarbetade scoutförbunden och gjorde gemensamma satsningar och drev utvecklingsprojekt som till exempel nya ledarutbildningar. 
Via Svenska Scoutrådet var scoutförbunden anslutna till världsscoutorganisationerna WAGGGS samt WOSM. Efter att scoutrörelsen i Sverige valt att skapa en ny riksorganisation (Scouterna överflyttades av anslutningen till världsorganisationerna från SSR till Scouterna.
Det var SSR som var svensk scoutings ansikte utåt i världen, eftersom det bara får finnas en scoutorganisation i varje land som är anslutet till WAGGGS och WOSM. Därför representerade alla svenska scouter SSR på internationella arrangemang utomlands i stället för att representera sina respektive scoutförbund. På SSRs årsmöte 2012 beslutades att alla uppgifter rörande de internationella medlemskapen skulle handhas av Scouterna, som ett första steg i överflyttningen av medlemskapen i världsorganisationerna.  
Totalt var cirka 70 000 personer via sina respektive förbund medlemmar i Svenska Scoutrådet vid tidpunkten för dess nedläggande.

## Medlemsorganisationer
Medlemsorganisationer med antal medlemmar 1982 och 2011.
| Namn                                            | 1982              | 2011             |
| ----------------------------------------------- | ----------------- | ---------------- |
| Svenska Scoutförbundet                          | 87 000 medlemmar  | 40 200 medlemmar |
| Svenska Missionsförbundets Ungdoms Scoutförbund | 41 000 medlemmar  | 10 600 medlemmar |
| KFUK-KFUMs Scoutförbund                         | 18 000 medlemmar  | 9 300 medlemmar  |
| Nykterhetsrörelsens Scoutförbund                | 9 000 medlemmar   | 6 400 medlemmar  |
| Frälsningsarméns Scoutförbund                   | 4 000 medlemmar   | 600 medlemmar    |
| Summa: 5 förbund                                | 159 000 medlemmar | 71 100 medlemmar |

## Ordförande
- Carl-Axel Axelsson, KFUK-KFUMs Scoutförbund, 1969 – 1976
- Erik Ende, Svenska Scoutförbundet, 1976 – 1983
- Marianne Journée, Svenska Scoutförbundet, 1984 – 1986
- Olle Alsén, Svenska Scoutförbundet, 1987 – 1991
- Christer Persson, KFUK-KFUMs Scoutförbund, 1992 – 2000
- Monica Andersson, Nykterhetsrörelsens Scoutförbund, 2001 – 2001
- Anita Lindqvist, Svenska Scoutförbundet, 2002 – 2005
- Fredrik Krantz, Nykterhetsrörelsens Scoutförbund, 2005 – 2009
- Helene Gestrin, Svenska Scoutförbundet, 2010 – 2012